# Derolus ptycholaemoides
Derolus ptycholaemoides là một loài bọ cánh cứng trong họ Cerambycidae.